# Fazilet Partisi
Die Fazilet Partisi, kurz FP (dt.: Tugendpartei), war eine von 1997 bis 2001 existierende islamistische Partei in der Türkei, die der Millî-Görüş-Bewegung zugerechnet wird.
Das Emblem der Partei besteht aus einer Mondsichel, aus fünf Strichen und einem Herz. Die Striche, die Strahlen darstellen, sollen für Hochschätzung, Ansehen, Ehre (türkisch: Şeref), Gerechtigkeit und Rechtsbewusstsein, Wohlfahrt und Aufschwung stehen. Das Herz symbolisiert Liebe, Toleranz, Brüderlichkeit und Frieden, sowie Menschenrechte und Freiheiten.

## Gründung
Die Tugendpartei wurde im Dezember 1997 in Erwartung des Verbots der Refah Partisi von Politikern jener Partei gegründet. Im Januar 1998 verbot das türkische Verfassungsgericht die Refah Partisi (RP) wegen „Aktivitäten zum Umsturz der säkularen Verfassungsordnung“, der Partei wurden Sympathien zum Dschihad und die Debatte über die Einführung der Scharia vorgeworfen. Nachdem das Parteiverbot rechtsgültig wurde, traten im Februar 1998 die Parlamentsabgeordneten der RP in die Tugendpartei ein. Die Staatsanwaltschaft eröffnete Ermittlungen, ob die FP als Nachfolgepartei der RP ebenfalls vom Parteiverbot betroffen ist. Der FP-Gründungsvorsitzende İsmail Alptekin erklärte, die Tugendpartei sei nicht Nachfolger einer anderen Partei. Der ehemalige RP-Vorsitzende Necmettin Erbakan erklärte trotz seines fünfjährigen Politikverbots, niemand solle glauben, dass es ohne ihn weitergehen könne, und dass der Parteichef jemand sein müsse, den er akzeptieren könne.

## Geschichte
Die Tugendpartei präsentierte sich darauf im Mai 1998 mit einer Massenveranstaltung als politische Kraft, die in deutlicher Abkehr von der Rhetorik der Wohlfahrtspartei für „Demokratie, Rechtsstaatlichkeit und Menschenrechte“ kämpfe und es mit der Verwirklichung einer Demokratie mit gleichen Rechten und Freiheiten wie in den westlichen Ländern ernst meine.
Neuer Parteivorsitzender wurde am 14. Mai 1998 Recai Kutan, der als Vertrauter Erbakans galt.
Zur Verbreitung ihres Gedankengutes bediente sich die Tugendpartei, wie zuvor die Refah-Partei, der Tageszeitung Millî Gazete und des türkischen Fernsehsenders Kanal 7.
Bei den Kommunal- und Parlamentswahlen am 18. April 1999 konnte die FP 15.5 Prozent der Stimmen und 102 Mandate erringen und wurde damit größte Oppositionsfraktion.
Bei der Vereidigung in der Eröffnungssitzung der Großen Nationalversammlung versuchte die FP-Abgeordnete Merve Kavakçı – mit Kopftuch bedeckt – teilzunehmen, scheiterte aber am lautstarken Widerstand der anderen Parlamentarier. Als danach bekannt wurde, dass sie kurz vor der Wahl die US-amerikanische Staatsbürgerschaft angenommen hatte, wurde ihr die türkische Staatsbürgerschaft aberkannt und ihr Mandat entzogen.
Nach zweijähriger Verhandlungsdauer wurde am 22. Juni 2001 die Tugendpartei vom türkischen Verfassungsgericht aus ähnlichen Gründen wie schon ihre Vorgängerin, die Refah Partisi, verboten.
Grund für das Verbot war die Bildung eines „Brennpunktes“ (odak) verfassungswidriger Betätigung (Art. 69 der türkischen Verfassung), indem die Verstöße führender Funktionäre und Mitglieder der Tugendpartei gegen das Laizismusprinzip und diesbezügliche gesetzliche Schutzbestimmungen der Partei zugerechnet wurden.

## Nachfolger SP und AKP
Die verbleibenden 100 Abgeordneten der früheren FP blieben zunächst als unabhängige Abgeordnete im Parlament. Als Nachfolgepartei wurde vier Wochen nach dem Parteiverbot die Saadet Partisi (Partei der Glückseligkeit) gegründet. Der reformorientierte Parteiflügel mit Recep Tayyip Erdoğan sowie Abdullah Gül und Bülent Arınç spaltete sich jedoch ab; sie gründeten die Adalet ve Kalkınma Partisi (AKP, Partei für Gerechtigkeit und Aufschwung). Diese bekannte sich offiziell zu kemalistischen Prinzipien, zur pro-westlichen Ausrichtung der Türkei und distanzierte sich von Forderungen nach einer islamischen Ordnung, was sich jedoch im Laufe der Jahre änderte und die AKP erneut dem islamischen Konservatismus nahesteht. Sie gewann 2002 die Wahlen und regiert die Türkei seither.